# Dragana Mirković
Dragana Mirković, in serbo-cirillico: Драгана Мирковић (Kasidol, 18 gennaio 1968), è una cantante serba.

## Discografia
- Imam dečka nemirnog (1984)
- Umiljato oko moje (1985)
- Spasi me samoće (1986)
- Ruže cvetaju samo u pesmama (1987)
- Najlepši par (1988)
- Simpatija (1989)
- Pomisli želju (1990)
- Dobra devojka (1991)
- Dolaze nam bolji dani (1992)
- Do poslednjeg daha (1993)
- Slatko Od Snova (1994)
- Nije tebi do mene (1994)
- Plači zemljo (1995)
- Nema promene (1996)
- Kojom gorom (1997)
- U godini (1999)
- Sama (2000)
- Zauvek (2003)
- Trag u vremenu (2004)
- Luče moje (2006)
- Eksplozija (2008)
- 20 (2012)
- Od milion jedan (2017)